# Tanaecia fruhstorferi
Tanaecia fruhstorferi är en fjärilsart som beskrevs av Butler 1901. Tanaecia fruhstorferi ingår i släktet Tanaecia och familjen praktfjärilar. Inga underarter finns listade i Catalogue of Life.